# Tomáš Vokoun
Tomáš Vokoun, född 2 juli 1976 i Karlovy Vary, Tjeckoslovakien, är en före detta tjeckisk professionell ishockeymålvakt som spelade för bland annat för Pittsburgh Penguins i NHL.
Vokoun var en av få målvakter i NHL som plockar skotten med högerhanden.

## Spelarkarriär
Vokoun var Montreal Canadiens 11:e val, 226:a totalt, i NHL-draften 1994.
Vokoun debuterade som 20-åring i NHL för Montreal säsongen 1996–97. Det blev totalt en match för honom i Montreal efter att han släppt in fyra mål på en period i debuten. Inför säsongen 1998–99 skrev Vokoun kontrakt med Nashville Predators. Vokoun spelade totalt åtta säsonger i Nashville.
Under NHL-lockouten säsongen 2004–05 spelade Vokoun för det tjeckiska laget HC Znojemsti Orli och för det finska laget HIFK. Efter lockouten var Vokoun tillbaka i Nashville.
2006 var Vokoun nära att dö på grund av en blodpropp. När Vokoun kom tillbaka efter att ha vilat en lång tid bröt han tummen. Vokoun spelade med spikar i tummen och ett specialskydd.
Inför säsongen 2007–08 skrev Vokoun kontrakt med Florida Panthers. Efter flera tuffa säsonger med skador (däribland blodpropp och bruten tumme) tradades hans till Pittsburgh Penguins den 4 juni 2012 för ett val i NHL Draftens 7:e runda. Han signades på två år med start säsongen 2012-2013.
Vokoun var förstemålvakt för det tjeckiska ishockeylandslaget i OS 2010 i Vancouver och 2006 i Turin.

Vokoun vann guld med Tjeckien i VM 2005 och 2010. 

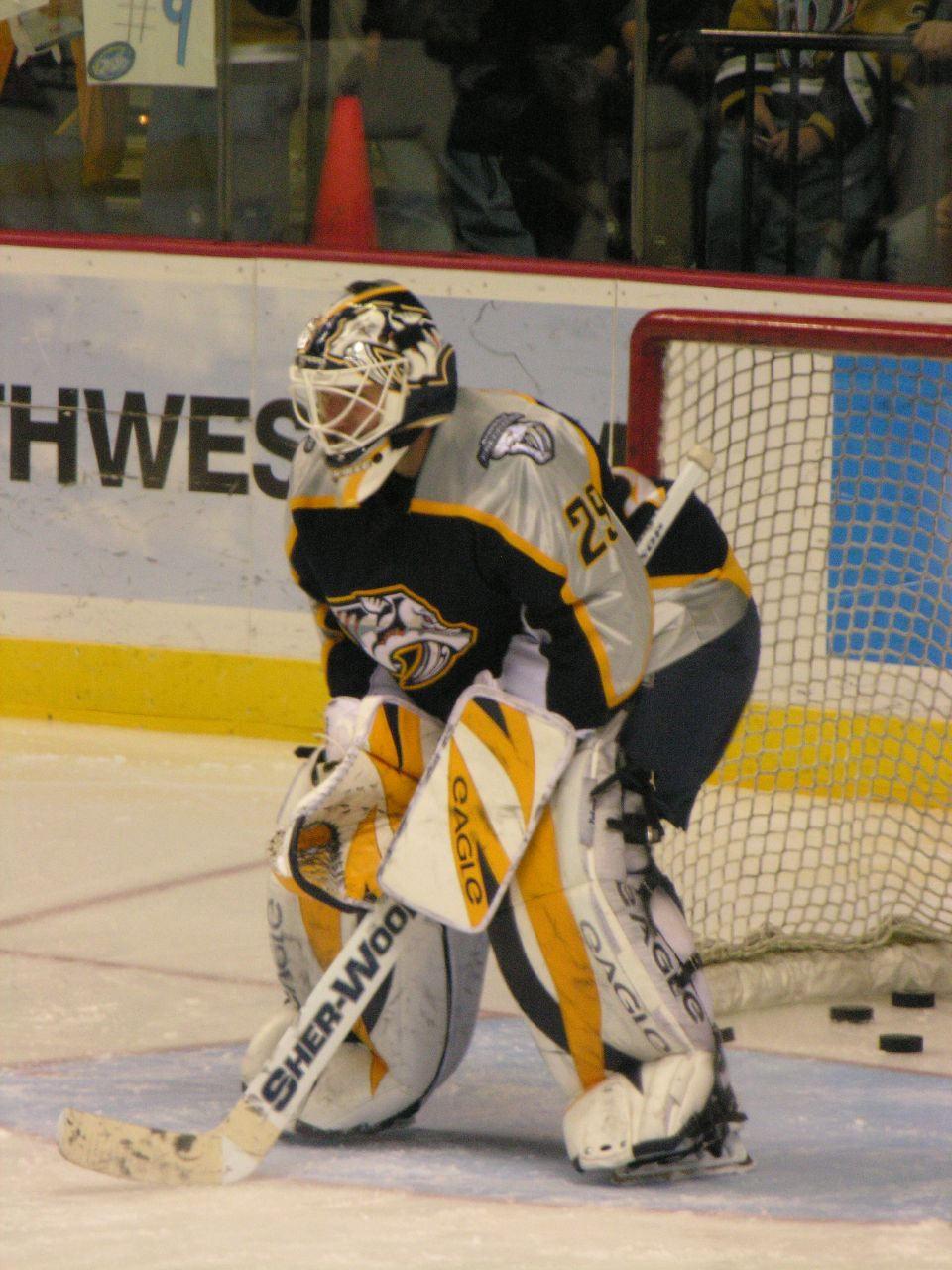
Vokoun i Nashville Predators.

## Meriter
- VM-guld – 2005
- Uttagen i All Star-laget i VM 2005
- Utsedd till bäste målvakt i VM 2005
- OS-brons – 2006
- VM-guld – 2010

## Klubbar
- HC Kladno - 1994–95
- Wheeling Thunderbirds 1995–96
- Fredericton Canadiens 1995–96 – 1997–98
- Montreal Canadiens 1996–97
- Milwaukee Admirals 1998–99 – 1999–00
- Nashville Predators 1998–99 – 2003–04, 2005–06 – 2006–07
- HC Znojemsti Orli 2004–05
- HIFK 2004–05
- Florida Panthers 2007–08 – 2010–11
- Washington Capitals 2011–12
- Pittsburgh Penguins 2012-14